# Clément IX
Giulio Rospigliosi, né à Pistoia le 28 janvier 1600 et mort le 9 décembre 1669, est le 238e évêque de Rome et donc pape de l’Église catholique qu'il gouverne du 20 juin 1667 au 9 décembre 1669 sous le nom de Clément IX (en latin Clemens IX, en italien Clemente IX).
Élu le 26 juin 1667, il joue le rôle de médiateur dans la guerre de Dévolution entre la France, l'Espagne, l'Angleterre et la Hollande, qui cessent les hostilités par la paix d'Aix-la-Chapelle, dite « clémentine ».

## Biographie
Giulio Rospigliosi appartenait à une famille noble de Pistoia et fut élève au 'Collegio Romano' des Jésuites. Après avoir reçu son doctorat de philosophie à l'Université de Pise, il y enseigna la théologie. Plus tard il fut le collaborateur intime du pape Urbain VIII (1623-44), un pape de la famille des Barberini, et il travailla dans la diplomatie pontificale comme nonce en Espagne, parmi d'autres postes. Il devint aussi vicaire de la Basilique Sainte-Marie-Majeure à Rome.
C'était un homme de lettres accompli, qui a laissé des poésies, des drames et des livrets d'opéras, en particulier Il Sant'Alessio, drame sacré, musique du compositeur baroque italien Stefano Landi, créé à Rome en 1631, aussi bien que ce qui peut être considéré le premier opéra comique. En 1633, il commanda à Giovanni da San Giovanni, les Scènes de la vie de sainte Catherine, pour la chapelle de son palais de Pistoie et écrit le livret du Palais enchanté de Luigi Rossi en 1642.

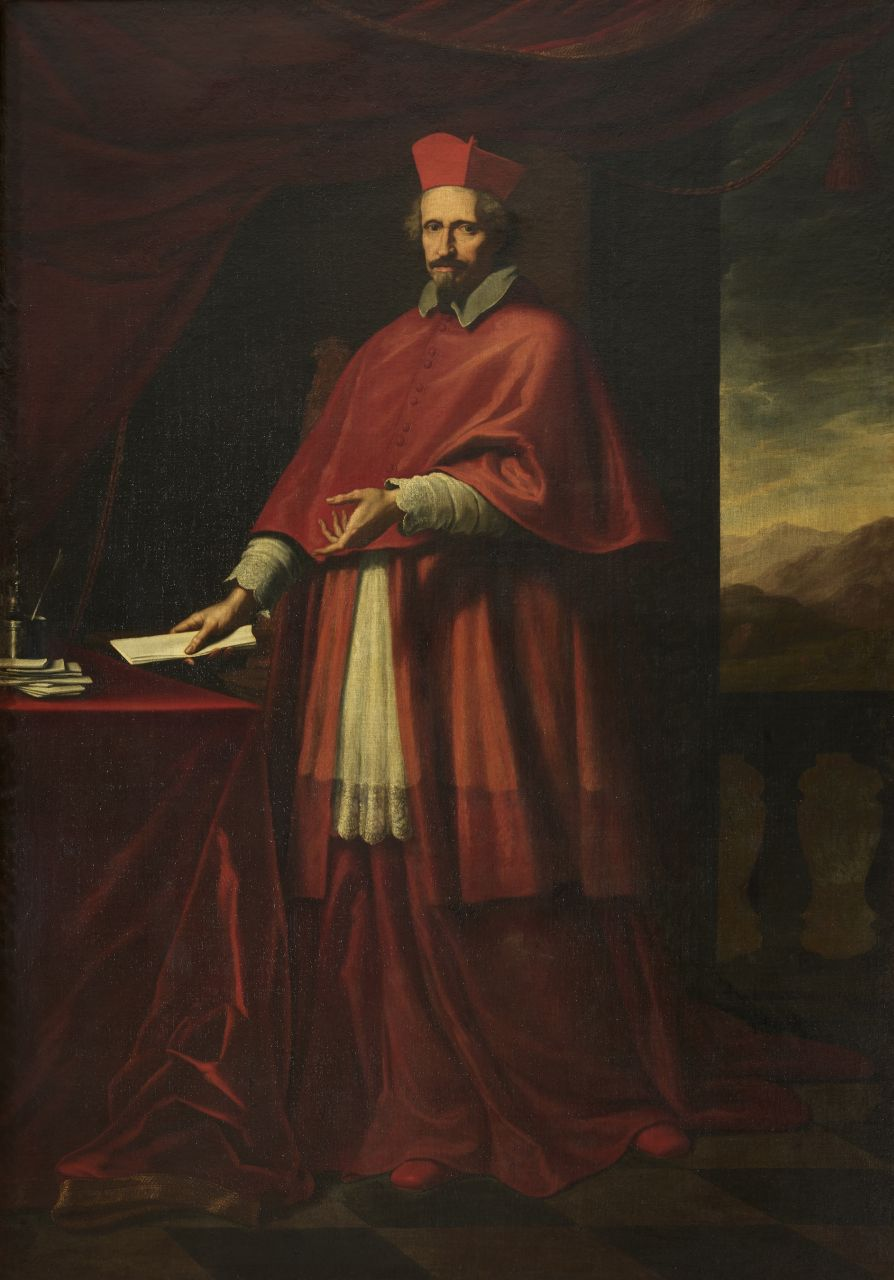
Portrait du Cardinal Giulio Rospigliosi, par Giovanni Maria Morandi (1667). Galerie nationale d'art ancien, Palais Barberini, Rome.

Il vécut en retrait durant le règne du pape Innocent X (1644-1655), qui était hostile aux Barberini et leurs favoris. L'élection du pape Alexandre VII (1655-1667) le remit en faveur. En 1657, il fut créé cardinal et nommé secrétaire d'État. Après la mort d'Alexandre VII en 1667, un conclave de 18 jours se termina par son élection à l'unanimité et il prit le nom de Clément IX.
Rien de remarquable ne se produisit sous son court pontificat si ce n'est l'apaisement temporaire de la querelle entre le Saint-Siège et les prélats de l'Église de France qui avaient refusé de participer à la condamnation des écrits de Jansénius. Il fut le médiateur lors du Traité d'Aix-la-Chapelle (1668), qui mit fin à la guerre de Dévolution entre la France, l'Espagne, l'Angleterre et les Pays-Bas.
Comme pape, Clément IX continua de manifester son intérêt pour les arts. Il embellit la ville de Rome avec les travaux qui devaient rester fameux qu'il commanda au Bernin, parmi eux les anges du Pont Saint-Ange et la colonnade de la Basilique Saint-Pierre. Fait exceptionnel chez un Pape de l'époque, il ne fit pas graver son nom sur les monuments qu'il faisait construire. C'est lui aussi qui fit construire le premier opéra à Rome, le Teatro Tordinona, ouvert deux ans après sa mort avec Scipione africano de Francesco Cavalli et pour les célébrations du Carnaval de 1668, il chargea Antonio Maria Abbatini, du chœur de la Chapelle Sixtine, de mettre en musique sa traduction italienne libre d'un drame religieux espagnol La Baltasara. Pour la mise en scène on utilisa des décors conçus par Le Bernin.
Clément IX œuvra beaucoup pour faire renforcer les défenses vénitiennes contre les Turcs en Crète. Mais il n'arriva pas à rassembler un soutien suffisant autour de cette cause. À la fin d'octobre 1669, il tomba malade quand il apprit que la forteresse vénitienne de Candie en Crète avait capitulé devant les Turcs. Il mourut à Rome, le cœur brisé, dit-on, en décembre de cette année. Son successeur, le pape Clément X (1670-1676), lui fit bâtir un tombeau richement orné à Sainte-Marie Majeure.
Profondément bon, pieux sans ostentation, Clément IX descendait souvent dans la basilique Saint-Pierre et confessait lui-même les pénitents et pèlerins comme un simple prêtre. Très aimé du peuple romain, il faisait inviter chaque jour treize pauvres à sa table et les servait lui-même avant de déjeuner après eux. 
"Sidus olorum" ("L'astre des cygnes") est l'oracle qui le concerne dans la prophétie de saint Malachie, et le hasard, lors du conclave qui l'élut pape, fit qu'il occupa une pièce appelée Chambre des Cygnes.

## Succession apostolique
Clément IX a ordonné les évêques suivants :
- Évêque Juan del Pozo Horta (es), O.P. (1646)
- Cardinal Carlo Roberti (1658)
- Cardinal Odoardo Vecchiarelli (1660)
- Archevêque Giovanni Antonio Melzi (1661)
- Évêque Federico Martinotti (1661)
- Évêque Vitaliano Marescano (de) (1661)
- Évêque Ferdinand von Fürstenberg (1661)
- Patriarche Stefano Ugolini (en) (1666)
- Évêque Serafino Corio (it), C.R. (1669)